# Pseudanophthalmus cnephosus
Pseudanophthalmus cnephosus är en skalbaggsart som beskrevs av Krekeler. Pseudanophthalmus cnephosus ingår i släktet Pseudanophthalmus och familjen jordlöpare. Inga underarter finns listade i Catalogue of Life.